# Гранітник
Грані́тник (Pinarornis plumosus) — вид горобцеподібних птахів родини дроздових (Turdidae). Мешкає на півночі Південної Африці. Це єдиний представник монотипового роду Гранітник (Pinarornis).

## Опис
Довжина птаха становить 23-27 см, вага 48-72 г. Забарвлення переважно коричнево-сіре, кінчик хвоста білий. В польоті стають помітними білі смуги на крилах, сформовані білими кінчиками первинних і вторинних покривних пер. Самиці мають дещо тьмяніше забарвлення, ніж самці.

## Поширення і екологія
Гранітники поширені в Зімбабве, Ботсвані, Замбії, Малаві і в Мозамбіку. Вони живуть в саванах з великою кількістю дерев, зокрема в міомбо, поблизу великих гранітних валунів та осипів.